# Informe Kinsey

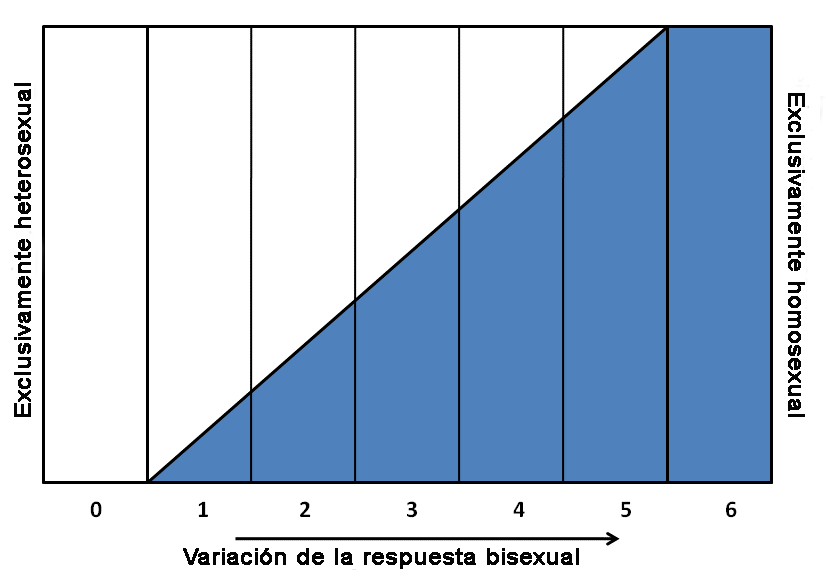
En la escala de Kinsey se establecen cinco grados de bisexualidad; se indica en azul la proporción de prácticas homosexuales.

El Informe Kinsey fue el resultado de un estudio realizado por Alfred Kinsey, Wardell Pomeroy y otros colaboradores publicado en dos libros, Conducta sexual del hombre (1948) y Conducta sexual de la mujer (1953). Se realizó entrevistando a más de 20 000 hombres y mujeres, reclusos de cárceles,  con un sistema de completa confidencialidad, que respondían un cuestionario anónimo consiguiendo crear una base de datos que describían el comportamiento sexual en el ser humano, generando gran sorpresa en 1948 al tocar comportamientos que hasta entonces habían permanecido en la más estricta intimidad tanto para la comunidad científica como para la sociedad. Puso en debate conductas que hasta entonces la mayoría consideraban marginales, o incluso inmorales, como fue el caso de la masturbación tanto femenina como masculina, la homosexualidad y bisexualidad o la temprana edad de iniciación sexual.
Lo que más repercusión ha tenido hasta la actualidad es la escala de Kinsey, una división en 7 grados de la tendencia sexual, que van desde la absoluta heterosexualidad hasta la homosexualidad completa, pasando por cinco grados de bisexualidad, donde se afirmaba además que gran parte de la población era en algún grado bisexual. Según el estudio, por ejemplo, el 60% de los hombres y el 33% de las mujeres habían participado al menos en una práctica homosexual desde los 16 años de edad y que al menos un tercio de los hombres había alcanzado el orgasmo en prácticas homosexuales. Sin embargo, cabe anotar que la definición de "contacto sexual" del informe Kinsey es bastante amplia, e incluye desde los besos en los labios, los besos profundos en la boca, tocamientos en el cuerpo, masturbaciones y sexo oral, hasta el coito vaginal o anal.
Este informe provoca hasta hoy grandes controversias, sobre todo por los métodos de acceso a la información, la selección de los entrevistados (en su mayoría presidiarios y prostitutos homosexuales), además sobre el origen de la información del comportamiento sexual en niños.

## Hallazgos

### Orientación sexual
Partes del informe sobre la diversidad en cuanto a la orientación sexual son frecuentemente usadas para respaldar la estimación de que el 10% de la población es homosexual. En lugar de usar tres categorías (heterosexuales, bisexuales y homosexuales) se usaron cuatro categorías (una cuarta categoría, la de asexuales fue agregada por los compañeros de Kinsey).
Los reportes establecieron que cerca del 46% de los sujetos masculinos encuestados habían "reaccionado" sexualmente ante personas de ambos sexos en el curso de sus vidas como adultos, y el 37% ha tenido al menos una experiencia/respuesta homosexual. También se estableció que el 11,6% de los hombres blancos encuestados, cuya edad oscilaba entre los 20 y los 35 años, fueron valorados con el valor de 3 en la escala, es decir habían tenido igualmente experiencias/respuestas heterosexuales como homosexuales durante toda su vida adulta. Además el estudio reportó que el 10% de los hombres estadounidenses que fueron encuestados habían sido "más o menos" exclusivamente homosexuales por al menos 3 años entre los 16 y 55 años" (es decir estuvieron en el rango 5 o 6 en la escala).
En cuanto a la mujer, se informó que el 7% de las mujeres solteras y el 4% de las mujeres en plan de matrimonio encuestadas, cuyas edades iban desde los 20 a los 35 años fueron valoradas con el valor de 3 en la escala (tenían igualmente experiencias/respuestas heterosexuales como homosexuales) por ese periodo de sus vidas. Además de que del 2 al 6% de las mujeres, cuyo rango de edad iba desde los 20 a los 35 años, eran "más o menos" exclusivamente homosexuales, y del 1 al 3% de las mujeres no casadas cuya edad iba desde los 20 a los 35 años tenían exclusivamente respuestas/experiencias homosexuales.

## Críticas
Dos problemas principales que fueron notados fue que porciones significativas de los entrevistados provenían de prisiones para hombres (con una alta incidencia de relaciones sexuales homosexuales) y prostitutos, y que las personas que se ofrecieron como voluntarios para ser entrevistados sobre temas tabú son propensos a sufrir el "problema de autoselección". Esto pone en riesgo la utilidad de la muestra en términos de determinar las tendencias sobre la sociedad norteamericana en general.
En 1948, el mismo año de la publicación de Kinsey, un comité de la Asociación Americana de Estadística, incluyendo estadísticos notables como John Tukey, condenaron el procedimiento de muestreo. Tukey fue tal vez el mayor crítico, al decir que "una selección aleatoria de tres personas habría sido mejor que un grupo de 300 elegido por el Sr. Kinsey."  El psicólogo Abraham Maslow afirmó que Kinsey no consideró la "parcialidad del voluntario". Los datos sólo representan a aquellos voluntarios que participaron en la entrevista, sobre todo en los temas tabú mencionados. La mayoría de los estadounidenses de entonces no discutían los detalles íntimos de su vida sexual, incluso con sus cónyuges y amigos cercanos, motivo por lo cual las conclusiones de Kinsey no podían ser consideradas representativas. Antes de la publicación de los informes de Kinsey, Maslow comprobó la imparcialidad de los voluntarios de Kinsey. Llegó a la conclusión de que la muestra de Kinsey no era representativa de la sociedad. En 1954, los estadísticos principales, incluyendo a William Gemmell Cochran, Frederick Mosteller, John Tukey, y WO Jenkins emitieron a través de la Asociación Americana de Estadística una crítica del informe de Kinsey sobre la sexualidad masculina, indicando que
“tomadas acumulativamente estas objeciones, nos atrevemos a decir que muchos de lo escrito en el libro está por debajo del nivel de un buen texto científico.”